# Aciduria fumarica
L'aciduria fumarica, detta anche deficit di fumarasi, è una malattia genetica rarissima, autosomica recessiva dovuta a mutazioni inattivanti sul gene della fumarasi.

## Epidemiologia
La malattia è estremamente rara: ne sono stati rilevati solo 33 casi nel mondo di cui addirittura 20 negli ultimi anni in due comunità della Chiesa Fondamentalista di Gesù Cristo dei Santi degli Ultimi Giorni (nelle periferie di Colorado City e Hildale) il cui fondatore comune, Joseph Smith Jesop, o sua moglie, erano portatori sani del gene mutato. A causa del carattere chiuso di tali comunità e delle pratiche di poligamia e matrimoni tra consanguinei, si è verificata un'anormale moltiplicazione della sequenza genica difettata e quindi un aumento innaturale della frequenza dell'omozigosi, ovvero della malattia.

## Eziologia

Schema del ciclo di Krebs

La malattia è classificata tra gli ECM (Errori Congeniti del Metabolismo) ed è dovuta alla mutazione della fumarasi, enzima del ciclo di Krebs che catalizza la trasformazione di fumarato in malato, con conseguente accumulo del primo metabolita ed interruzione del ciclo.
Più che una interruzione si tratta di una apertura del ciclo che salta l'acido malico. Quindi questo ciclo alterato inizia con due molecole di piruvato invece che una: la prima si converte normalmente in Acetil-CoA, mentre l'altra utilizzando l'ATP deve ricostituire l'acido ossalacetico. Queste due molecole si uniscono per formare il citrato e continuare la via normale fino all'acido fumarico.
Qui la catena si interrompe e, non potendo trasformarsi il fumarato in malato (e quindi in ossalacetato per chiudere il ciclo), vi è accumulo del metabolita nelle cellule e nel sangue fino a livelli tossici. Inoltre il fumarato effettua un feedback negativo inibendo altri enzimi della via metabolica con accumlo conseguente di succinato e α-chetoglutarato.
Nel complesso l'efficienza del ciclo metabolico è più che dimezzata ma sufficiente a mantenere in vita le cellule e il malato, a differenza di mutazioni in altri enzimi più a monte del ciclo.

## Clinica
La malattia è ad esordio precoce, sebbene sfumato, e inizialmente poco caratteristico. Come tutte le sindromi metaboliche congenite ad andamento subacuto, sono predominanti i segni neurologici, valutabili efficacemente dopo il 6º mese di vita, infatti l'aciduria non viene cercata e viene trovata solo per esami emato-urinari occasionali.
Il quadro clinico si caratterizza per ritardo psicomotorio, ipotonia muscolare, difficoltà respiratorie e convulsioni di tipo epilettico; a volte si riscontrano malformazioni a carico dell'encefalo e polidramnios e dismorfia faciale.
La diagnosi definitiva va cercata per esclusione con altre ECM e confermata con analisi molecolare avanzata delle urine, per ricerca del fumarato (ma anche del succinato e dell'α-chetoglutarato) tramite HPLC. In seguito può essere eseguita a conferma, tramite analisi di genetica medica, la dimostrazione della mutazione.